# Bella e la bestia
Bella e la bestia è un film tv del 1976 diretto da Fielder Cook.

## Trama
Un anziano mercante padre di quattro figli si perde nella foresta e giunge in un castello all'apparenza disabitato ma con una tavola imbandita apposta per lui, con un biglietto che lo invita a prendere tutto ciò che desidera ma a non portare via niente. Poco prima di ripartire, il mercante coglie una rosa del giardino per farne dono alla figlia Bella ma viene sorpreso e rimproverato da un uomo dal viso mostruoso che gli promette di rispamiarlo a patto che una delle sue figlie venga a vivere per sempre nel castello. Il mercante racconta l'accaduto a casa e Bella si offre di accompagnarlo al castello per cercare di dissuadere la Bestia. Giunti al castello, i due vengono però separati e Bella, rimasta sola, incontra la Bestia, che non è altro che il re del castello. Egli si mostra generoso con la giovane, che quindi rimane a vivere nella reggia. I due iniziano una convivenza non priva di alti e bassi; il re mette a disposizione di Bella libri, le racconta fiabe (come quella dell'unicorno), mentre la donna lo coinvolge in giochi all'aria aperta e gli insegna a ballare. Una sera la Bestia propone a Bella di sposarlo ma lei rifiuta e, in preda alla nostalgia di casa, implora il permesso di ricongiungersi ai suoi familiari. La Bestia accetta avvisandola che, se lei non tornerà entro sette giorni, lui  morirà; il viaggio sarà consentito da un anello magico.
Tornata a casa, Bella viene accolta con gioia dal padre e dal fratello, ma le sorelle e il cognato, mirando a impadronirsi delle ricchezze della Bestia, le rubano l'anello per impedirle di tornare al castello. Nel frattempo il Re deperisce sempre di più. Bella chiede invano di riavere il gioiello, fino a quando il fratello Nicholas, che ha compreso il sentimento della sorella, sottrae l'anello al cognato e lo consegna a Bella. La donna torna così istantaneamente al castello, ma trova la Bestia ormai morente; piangendo, Bella gli rivela il suo amore, rompendo così l'incantesimo: il Re e Bella proseguiranno la loro vita insieme come una coppia umana, senza più sortilegi.

## Personaggi
- Il Re/la Bestia: è un uomo eloquente e generoso, benché talvolta incline all'ira; dà da leggere a Bella un bestiario e testi di Aristotele; ha il potere di far materializzare gli oggetti, per questo Bella lo ribattezza “Lord Magia”.

- Bella Beaumont: prima dell'incontro con la Bestia, si dedica al roseto del giardino della casa colonica in cui la sua famiglia è andata a vivere dopo essersi impoverita; è assai devota al padre e affezionata al fratello minore Nicholas.

- Papà Beaumont: all'inizio si comporta da patriarca autorevole e protettivo, mostrando una predilezione particolare per Bella e Nicholas; dopo il provvisorio ritorno a casa di Bella, appare taciturno e soggiogato dalle figlie maggiori e dal genero.

- Lucy Beaumont: è la prima sorella maggiore; è stata abbandonata dal marito, ha un rapporto di amore-odio con Susan e qualche volta si scontra con il cognato.

- Susan Beaumont: è la seconda sorella maggiore; è vanitosa e volubile.

- Anthony: è l'egoista e cinico marito di Susan; disprezza tutti i Beaumont e brama di appropriarsi delle ricchezze della Bestia.

- Nicholas Beaumont: è un giovanotto un po' insicuro ma di buon cuore, l'unico della famiglia che rispetta i sentimenti di Bella per la Bestia.

## Produzione
Le immagini dell'esterno del castello sono in parte quelle del Sudeley Castle nel Gloucestershire.

## Riconoscimenti
- 1977 - Premio Emmy
  - Candidato per il migliore attore protagonista in una miniserie a George C. Scott